# Manoir de Coedigo-Malenfant
Le manoir de Coedigo-Malenfant (ou manoir de Coëtdigo) est un manoir français situé à Saint-Avé, dans le Morbihan, en région Bretagne.

## Situation
Le manoir est situé rue de Coëtdigo, au hameau de Coëdigo-Malenfant.

## Histoire
Le manoir est construit en 1588,,, probablement pour Jacques Colombel, marchand vannetais,,. Il passe ensuite à la famille Cillart, puis aux Cornulier,. René-Charles, fils du président du parlement de Bretagne Claude de Cornulier, le revend à l'architecte vannetais Olivier Delourme en 1719,. Il passe ensuite successivement aux familles Ménardeau, La Bourdonnaye, Botherel et Jacques de Courcy, ces derniers en étant les propriétaires depuis 1974,.
Le deuxième bâtiment, au nord, est probablement construit au XVIIe siècle
Les façades, toitures et deux cheminées de l'étage du bâtiment principal sont inscrits au titre des monuments historiques par arrêté du 18 octobre 1990.

## Architecture
Le bâtiment principal est construit sur deux niveaux, chacun constitué de deux pièces. L'escalier qui dessert le niveau est installé dans une tour construite sur la façade arrière.
Le manoir est peu décoré ; deux lucarnes de style Renaissance ornent toutefois la façade principale. L'étage accueille deux belles cheminées, ornées d'armoiries.

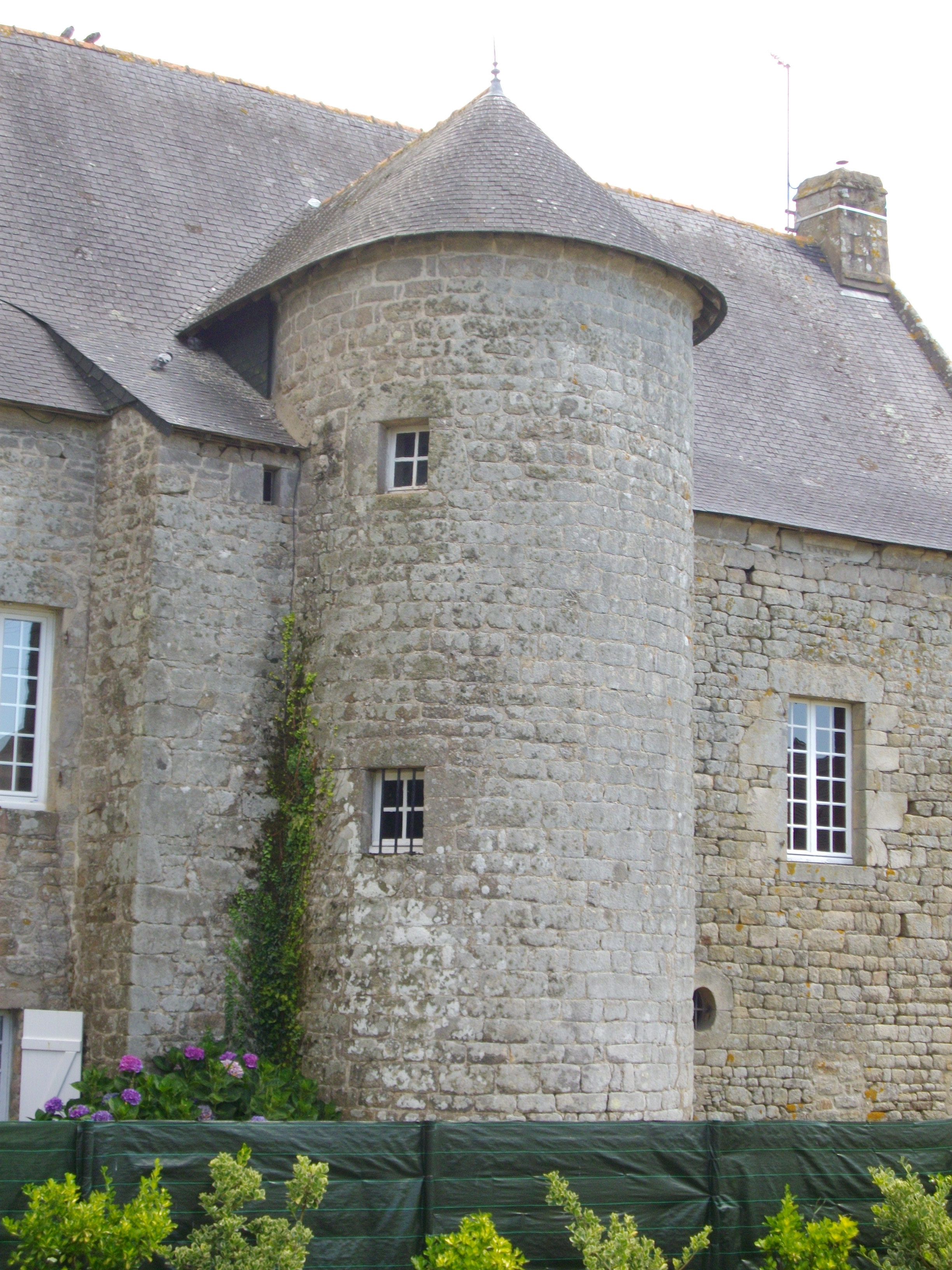
Tour de l'escalier.
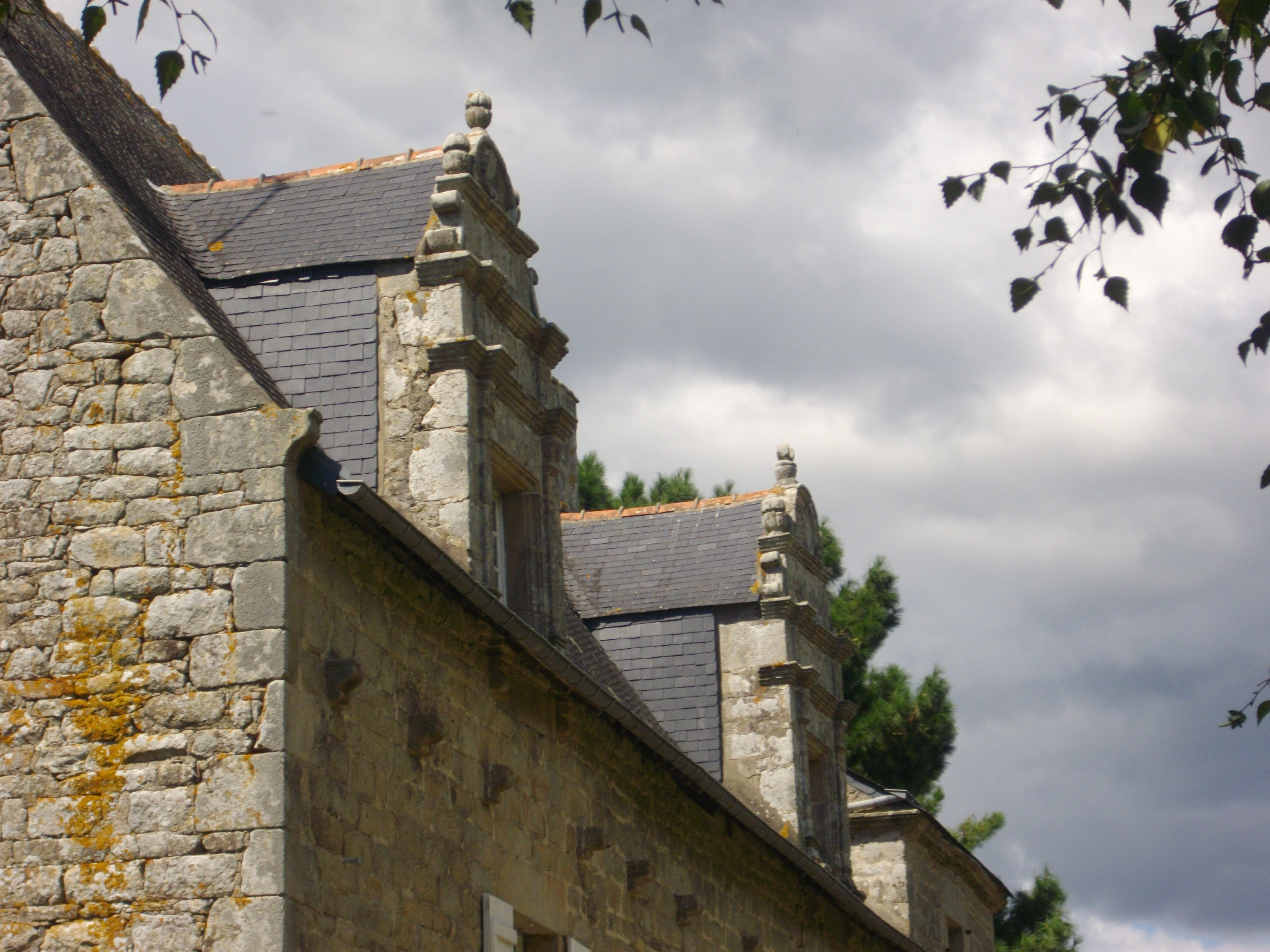
Lucarnes de la façade orientale.